# Christoph Friedrich Bretzner
Christoph Friedrich Bretzner (* 10. Dezember 1748 in Leipzig; † 31. August 1807 ebenda) war ein deutscher Lustspieldichter. Er gehörte zu den populärsten deutschen Librettisten zum Ende des 18. Jahrhunderts.

## Leben
Seine Eltern waren der kurfürstlich-sächsische Hoftapezierer Johann Friedrich Bretzner und Christiane Sophie, Tochter des Leipziger Bildhauers Christian Buschweiler. Christoph Friedrich Bretzner arbeitete in seiner Geburtsstadt Leipzig als Kaufmann, zunächst als Handlungsbuchhalter, später wurde er Teilhaber eines Geschäfts. Neben seinem Beruf schrieb er zwischen 1769 und 1796 zahlreiche Bühnenstücke, sowohl Komödien und Possen als auch Dramen und Tragödien. Seine Werke stehen in der Tradition der bürgerlichen Aufklärung. So kritisierte er das den Adel nachahmende Auftreten Neureicher, verurteilte unmoralisches Verhalten, während er tugendhafte Liebespaare über widrige Umstände triumphieren ließ. Seine Dramen waren von dem Werk Lessings (z. B. Minna von Barnhelm) inspiriert. Häufig setzte Bretzner das Element des Dialekts ein, um Figuren durch ihre Sprache zu charakterisieren. Trotz des aufklärerischen Anspruchs sind seine Werke von Leichtigkeit und Natürlichkeit geprägt, bis hin zum Gefühlsüberschwang und Anklängen von Frivolität. Sie spiegeln den damaligen Zeitgeist wider und den Wohlstand der als „Klein-Paris“ bezeichneten Stadt Leipzig. Im Deutschen Theater-Lexikon (1953) wurde Bretzner als „Modeliterat“ eingestuft, d. h. ein Autor, der seine Werke so schreibt, dass sie den aktuellen Zeitgeschmack treffen.
Von seinen Singspielen ist „Belmonte und Constanze, oder: die Entführung aus dem Serail“, durch Mozarts Komposition Die Entführung aus dem Serail bekannt geworden.
Bretzners Operette war von Johann André komponiert worden. Bretzner protestierte 1782 öffentlich in der Leipziger Zeitung gegen das Plagiat von Mozart und dessen Librettisten Johann Gottlieb Stephanie d.J., der den Text nach Mozarts Vorstellungen umarbeitete. Ein Unterschied zwischen den beiden Werken war, dass Bretzner seines positiv enden lässt, indem Selim Bassa sich als Vater Belmontes herausstellt. Einige Lieder von Bretzner, wie Vivat Bacchus, wurden durch Mozarts Interpretation sehr bekannt. Dass Bretzner 1794 mit Weibertreue oder die Mädchen sind von Flandern eine deutsche Bearbeitung von Mozarts „Così fan tutte“ veröffentlichte, wird als Zeichen der Versöhnung oder auch Verehrung von Mozart interpretiert.
Ein weiteres bekanntes Stück von Bretzner ist die Komödie Das Räuschchen, die ein Erfolg an den Theaterkassen war und noch lange Zeit nach seiner Veröffentlichung 1786 gespielt wurde. So wurde das Lustspiel beispielsweise 1852 am Weimarer Hoftheater gezeigt. Bretzner greift darin das Thema des Amerikanischen Unabhängigkeitskriegs auf. Auch in andere Stücken brachte er Ereignisse seiner Zeit ein, wie das Aufkommen der Ballonfahrt in der Komödie Die Luftbälle (1786) oder die physiognomischen Theorien von Johann Caspar Lavater, auf die er komödiantischen Bezug nimmt in seinem Stück Karl und Sophie oder: Die Physiognomisten (1781). Insofern kommt seinem Werk auch Bedeutung als kulturhistorische Quelle zu.

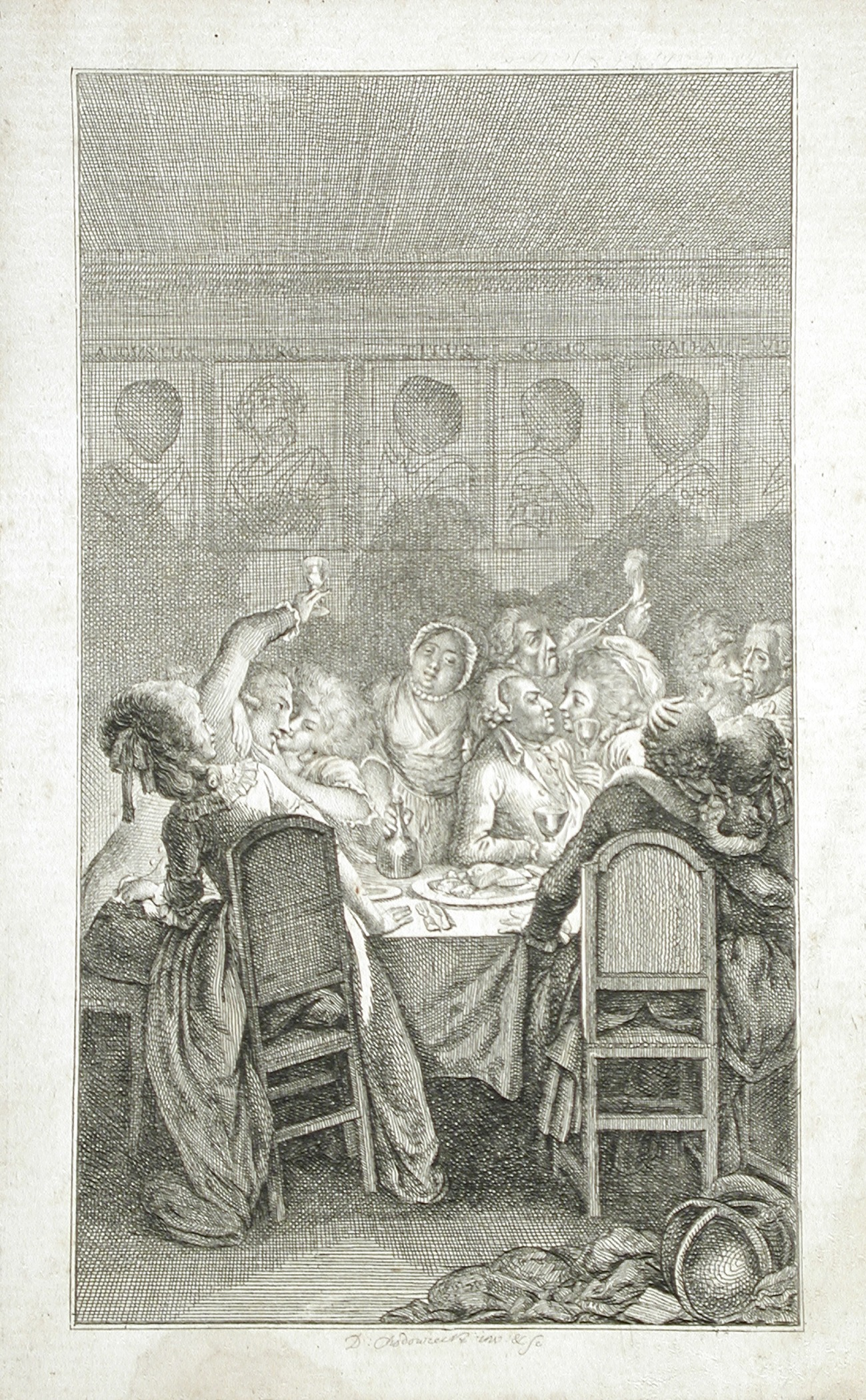
Daniel Chodowiecki: Illustration von Bretzners Roman Das Leben eines Lüderlichen, Los Angeles County Museum of Art

1787 erschien Bretzners Roman Das Leben eines Lüderlichen: ein moralisch-satyrisches Gemälde nach  Chodowiecki und Hogarth. Als Vorlage dafür dienten ihm zwei Serien von Kunstwerken: die „Zwölf Blätter zum Leben eines Lüderlichen“ des Kupferstechers Daniel Chodowiecki und „A Rake’s Progress“ von William Hogarth.
Bretzner kam am 31. August 1807 als Mitwirkender an einer Theatervorstellung in Leipzig ums Leben.

## Werke (Auswahl)
- Der Apfeldieb oder der Schatzgräber. 1769. (Digitalisat Ausg. 1771)
- Karl und Sophie oder: Die Physiognomie. Ein Lustspiel in fünf Akten. Friedrich Gotthold Jacobäer, Leipzig 1780. (Digitalisat)
- Das Irrlicht, oder: Endlich fand er sie. Eine Operette in drey Aufzügen. Musik von Ignaz Umlauf, Wien 1781. (Digitalisat)
- Belmont und Constanze, oder: Die Entführung aus dem Serail. Eine Operette in drey Akten von C. F. Bretzner. Componiert vom Herrn Kapellmeister Andre in Berlin. Carl Friedrich Schneider, Leipzig 1781. (Digitalisat) Neudruck: Hessisches Staatstheater Wiesbaden: Die Entführung aus dem Serail, Programmheft 175, Spielzeit 1995/96.
- Die Erbschaft aus Ostindien. Ein Lustspiel in vier Akten. Friedrich Gotthold Jacobäer, Leipzig 1781. (Digitalisat)
- Das Räuschchen. Ein Lustspiel, in vier Akten. Friedrich Gotthold Jacobäer, Leipzig 1786. (Digitalisat der Ausg. Reclam, Leipzig 1875)
- Die Luftbälle oder der Liebhaber à la Montgolfier. Friedrich Gotthold Jacobäer, Leipzig 1786. (Digitalisat)
- Das Leben eines Lüderlichen: ein moralisch-satyrisches Gemälde nach  Chodowiecki und Hogarth. Friedrich Gotthold Jacobäer, Leipzig 1787. (Digitalisat der Ausg. 1790, Band 1), (Band 2, 1791), (Band 3, 1792)
- Der Geisterbeschwörer. Ein Trauerspiel in drei Akten. Friedrich Gotthold Jacobäer, Leipzig 1790. (Digitalisat)
- Felix und Hannchen: Ein Lustspiel, in vier Aufzügen. Friedrich Gotthold Jacobäer, Leipzig 1791. (Digitalisat)
- Weibertreue oder die Mädchen sind von Flandern. Friedrich Gotthold Jacobäer, Leipzig 1794. (Digitalisat)